# Aplocera suffusa
Aplocera suffusa là một loài bướm đêm trong họ Geometridae.